# Сваричевский, Георгий Михайлович
Гео́ргий Миха́йлович Свариче́вский (1871, Кишинёв, Бессарабская область — 1936, Ташкент, СССР) — русский и советский архитектор, профессор, один из основателей Ташкентского университета.

## Биография
Георгий Михайлович Сваричевский родился в Кишиневе в семье служащего.
Окончил в 1895 году Институт гражданских инженеров императора Николая I. В конце 1890-х годов приехал в Туркестан, где участвовал в проектировании и строительстве гражданских сооружений Самарканд-Андижанской, а затем южной части Оренбург-Ташкентской железной дороги.
В 1899—1905 гг. он являлся чиновником особых поручений по строительной части при канцелярии генерал-губернатора, архитектор Управления учебных заведений Туркестанского края. С 1908 по 1918 годы Сваричевский работал Главным инженером по строительству при Туркестанском генерал-губернаторе.
Г. М. Сваричевский был известным ташкентским архитектором, по проектам которого было построено множество зданий в Ташкенте, например, здание старого железнодорожного вокзала в Ташкенте, здание Окружного суда (ныне Управление железной дороги), здание бывшей аптеки Каплана и многие другие.
Он также известен своей преподавательской деятельностью — преподавал в Ташкенте архитектуру. Он является одним из основателей Ташкентского университета. В 1916—1918 годы запроектировал здание 2-й мужской гимназии в Ташкенте (но проект реализован не был). В 1918 году Георгий Михайловича избирается проректором Ташкентского народного университета.
Г. М. Сваричевский являлся зятем А. Ф. Керенского — был женат на его родной сестре Надежде Федоровне (1875—1911). Проживал с семьей в доме, построенном по его проекту, недалеко от пересечения улиц Гоголя и Кауфманского проспекта. Дом сохранился до настоящего времени.
Второй брак — с Ксений Александровной Сваричевской (урожд. Гиппиус, дочь генерал-лейтенанта Александра Ивановича Гиппиуса). Сын — советский архитектор Николай Георгиевич Сваричевский (1916—2001). Окончил Академию художеств в 1941 году, участник послевоенного восстановления Ленинграда. Внуки — Александр, Татьяна
Похоронен в Ташкенте на Боткинском кладбище.